# سید مصطفی خمینی
سید مصطفی مصطفوی (۲۱ آذر ۱۳۰۹ – ۱ آبان ۱۳۵۶) مشهور به سید مصطفی خمینی، فرزند بزرگ سید روح‌الله خمینی و از فعالان سیاسی پیش از انقلاب ۱۳۵۷ بود.

## زندگی

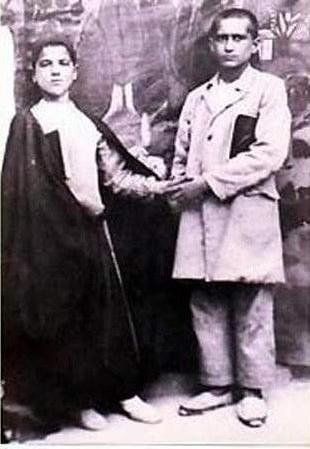
تصویر سید مصطفی خمینی در دوران کودکی (نفر سمت راست) که به اشتباه به‌عنوان تصویر پدرش مشهور شده‌است.

سید مصطفی مصطفوی، فرزند روح‌الله خمینی و خدیجه ثقفی، در ۲۱ آذر ۱۳۰۹ در قم زاده شد. او تحصیلات ابتدایی را در مدرسه‌های باقریه و سنایی به پایان رساند و در سال ۱۳۲۵ به تحصیل علوم اسلامی پرداخت و در سال ۱۳۳۰ سطح را به پایان رساند و در درس خارج میرزا حسن موسوی بجنوردی و سید حسین طباطبایی بروجردی حضور یافت. مصطفی علاوه بر اجتهاد در فقه و اصول، در علوم معقول و منقول نیز مهارت داشت.
او در سال ۱۳۳۵ با معصومه، دختر مرتضی حائری یزدی، ازدواج کرد که در ۶ اردیبهشت ۱۴۰۳ درگذشت. نخستین فرزند آن‌ها محبوبه نام داشت که بر اثر مننژیت درگذشت. دومین فرزندشان سید حسین خمینی است که طلبه و روحانی شد و در سال‌های اول انقلاب ایران وارد عرصه سیاست شد. سید حسین از مخالفان جمهوری اسلامی است. فرزند سوم آن‌ها، سیده مریم، پزشک شد و چندی در امارات متحده عربی (دبی) و اکنون در سوئیس زندگی می‌کند. چهارمین فرزندشان در آبان ۱۳۴۳ پیش از تولد از بین رفت.

## فعالیت‌های سیاسی

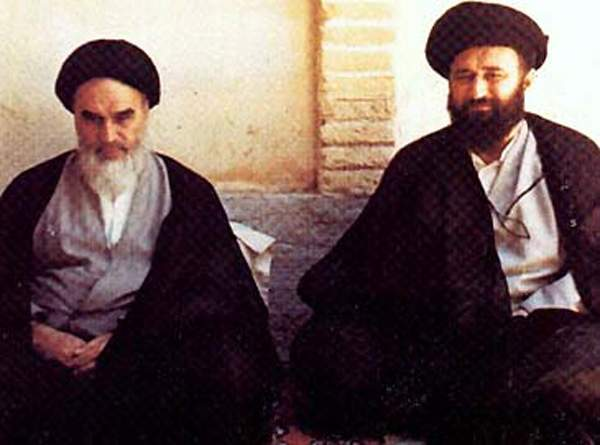
سید مصطفی خمینی همراه پدرش سید روح‌الله خمینی

از همان روزهای نخستین فعالیت‌های سیاسی پدرش بر ضد حکومت پهلوی، در کنار او به فعالیت سیاسی پرداخت و در پیشبرد حرکت اسلامی نقش بسزایی داشت. روح‌الله خمینی در روز ۴ آبان ۱۳۴۳ علیه لایحه کاپیتولاسیون و انقلاب سفید سخنرانی کرد و چند روز بعد در ۱۳ آبان شبانه دستگیر و به ترکیه تبعید شد.
پس از این ماجراها، نیروهای امنیتی ایران، مصطفی خمینی را دستگیر و به ترکیه و سپس عراق تبعید کردند. او در نجف به مبارزه بر ضد حکومت پهلوی پرداخت و به ادعای مرکز اسناد انقلاب اسلامی، مشاور برجسته‌ای برای سید روح‌الله خمینی بود.
ساواک که از سابقه مبارزاتی مصطفی خبر داشت در ۱۵ خرداد ۱۳۴۲ دستور جلب او رابه همراه ملا علی لطفیان به شهربانی قم صادر کردند. مأموران زمانی که مصطفی در خانه مرعشی نجفی مشغول صحبت با او بود، به آن جا یورش بردند و او را دستگیر کردند و مدت ۵۷ روز در زندان قزل قلعه و در سلول انفرادی زندانی کردند.
در ۸ دی ۱۳۴۳ او و علی لطفیان را از زندان آزاد کرده و در ۱۳ دی که تنها ۵ روز از آزادی اش می‌گذشت به دنبال استقبال چشمگیر مردم، مأموران حکومتی به خانه او در قم حمله کردند و بار دیگر مصطفی را دستگیر و به تهران اعزام می‌کنند. مصطفی خمینی یک سال در شهر بورسای ترکیه به حالت تبعید ماند اما باز سعی در بازگشت به ایران کرد و با رئیس سازمان امنیت بورسا در این زمینه اقدام به گفتگو کرد تا در مورد بازگشتش به ایران با نعمت‌الله نصیری گفتگو کند. نصیری شرط حضور مصطفی خمینی را ماندن در خانه‌ای روستایی و عدم ارتباط با انقلابیون اعلام کرد که با عدم موافقت مصطفی، وی به همراه پدرش در تبعید ماند.

## تبعید به عراق
در ۱۳ مهر ۱۳۴۴ سید مصطفی خمینی و پدرش از ترکیه به عراق برده شدند و در ۲۳ مهر در نجف ساکن شده و با هم شروع به تدریس کردند.
مصطفی در عراق به دنبال اوج‌گیری نهضت رهایی‌بخش فلسطین، تلاش کرد که روحانیون خارج از کشور به پایگاه‌های فلسطین بروند و در آن جا دوره ببینند، وی حتی خود تحت آموزش‌های نظامی قرار گرفت. فعالیت‌های او سبب شد که در ۲۱ خرداد ۱۳۴۸ رئیس‌جمهور وقت عراق، احمد حسن البکر، او را تهدید به مرگ کرد.

## درگذشت
سید مصطفی خمینی در ۱ آبان ۱۳۵۶ در ۴۶ سالگی طی حادثه‌ای که جزئیات آن مورد بحث است، در شهر نجف درگذشت. روح‌الله خمینی در خاکسپاری فرزندش همانند خاکسپاری‌های دیگر فقط پنج دقیقه مانده به آغاز خاکسپاری در محل حضور یافت و پس از حرکت دادن جنازه تا محل مشخصی جمع را همراهی کرد و سپس بازگشت.
بعضی براین باورند که مرگ مصطفی، سنگین‌ترین ضربه برای روح‌الله خمینی بود. این اتفاق به جهت پیامدهای آن در داخل ایران نیز قابل تأمل است چرا که مراسمی که در عزای وی برگزار می‌شد، در تشدید مخالفت‌ها و فعالیت‌های ضد حکومت پهلوی مؤثر بود. از سویی عده‌ای معتقدند که با مرگ مصطفی، نهضت خمینی شتاب بیشتری یافت و خمینی مبارزه را جدی تر دنبال کرد، بنظر می‌رسد از این جهت خمینی در سخنرانی‌اش به همین مناسبت مرگ مصطفی را از «الطاف خفیهٔ الهی» نامید.
در پی مرگ مصطفی، سید روح‌الله خمینی در پیامی کوتاه چنین نوشت:
انا لله و انا الیه راجعون

در روز یکشنبه نهم ذی القعده الحرام ۱۳۹۷ مصطفی خمینی، نور بصرم و مهجه قلبم دار فانی را وداع کرد و به جوار رحمت حق تعالی رهسپار شد

اللهم ارحمه واغفر له واسکنه الجنه بحق اولیائک الطاهرین علیهم الصلوه والسلام.

نماز را سید ابوالقاسم خویی بر جسد مصطفی خمینی اقامه کرد و پس از تشییع، وی را در حرم علی ابن ابی‌طالب و در کنار قبر محمدحسین غروی اصفهانی (کمپانی) دفن کردند. گفته شده است موسی موسوی اصفهانی نوه بانفوذ سید ابوالحسن اصفهانی و دوست او برای گرفتن اجازه دفن وی در حرم علوی توصیه کرده بود.

## استادان
مصطفی خمینی بعد از شش سال تحصیل در ۲۲ سالگی حدود سال ۱۳۳۰ خورشیدی به دوره تخصصی (خارج حوزه) خارج اصول و فقه وارد شده و در فقه و اصول از اساتیدی بهره برد که عبارتند از:
- سید حسین طباطبایی بروجردی
- سید محمد محقق داماد
- سید روح‌الله خمینی (پدرش)
- محمد صادقی تهرانی[۱۲]
- سیدمحمود حسینی شاهرودی
- سید ابوالقاسم خویی
- میرزا باقر زنجانی
- سید محسن حکیم

مصطفی خمینی علاوه بر اجتهاد در فقه و اصول، در علوم معقول و منقول نیز دارای تبحر بوده‌است و دانش حکمت و فلسفه و عرفان را از:
- سید رضا بهاءالدینی
- محمد فکور یزدی
- مهدی حائری یزدی
- سید رضا صدر
- والد محقق
- سید محمدحسین طباطبایی
- سید ابوالحسن رفیعی قزوینی
- سید هاشم حداد

فراگرفته و به سن ۳۰ سالگی نرسیده بود که جامع معقول و منقول شد.

## تالیفات
مصطفی خمینی علاوه بر تدریس علوم اسلامی دارای آثار و تالیفات زیادی نیز هست.
- القواعد الحکمیه (حاشیه بر اسفار)
- کتاب البیع (دوره کامل مباحث استدلالی بیع در سه جلد)
- مکاسبه محرمه (در دو جلد)
- مبحث اجاره
- مستند تحریرالوسیله
- تعلیقه‌ای بر عروة الوثقی
- تفسیر القرآن الکریم (در چهار جلد که ناتمام است)
- تحریرات فی الاصول (از اول اصول تا استصحاب تعلیقی)
- شرح زندگانی ائمه معصومین علیه السلام (تا زندگانی امام حسین علیه السلام)
- کتاب الاصول
- القواعد الرجالیه
- کتابی در مبحث نکاح
- حاشیه بر شرح هدایه، ملاصدرا
- حاشیه بر مبدأ و معاد ملاصدرا
- حواشی بر وسیله النجاه آقا سید ابوالحسن اصفهانی
- تطبیق هیئت جدید بر هیئت نجوم اسلامی

- حاشیه بر خاتمه مستدرک[۱۴]

مجله حوزه در شمارهٔ ۸۲–۸۱، تعداد ۴۰ عنوان از آثار مصطفی خمینی را فهرست کرده‌است.